# L'Archange au masque noir
Pour plus de détails, voir Fiche technique et Distribution.
L'Archange au masque noir (Il bravo di Venezia) est un film de cape et d'épée italien réalisé par Carlo Campogalliani et sorti en 1941.

## Synopsis
Venise, XVIe siècle. Marco Da Ponte, dit « Fuser », revient incognito dans la ville pour voir son fils Guido, qui ignore sa vie de bandit à cause d'un crime passionnel survenu des années plus tôt.
Le garçon, employé dans l'atelier du peintre Véronèse, est amoureux d'Alina, la nièce de l'usurier Zaccaria, à laquelle s'intéresse également Alvise Guoro, lié à la noble Leonora, inutilement courtisée par Gualtiero.
Trahi par l'un de ses hommes, Marco est arrêté et, peu après, son fils se retrouve également en prison ; découvrant la vérité sur son père, il le renie. Sur les conseils d'Alvise Guoro, le doge propose à Marco de devenir leur « bravo », c'est-à-dire de tuer les ennemis de la République sur commande. L'homme aura ainsi la vie sauve même s'il devra vivre incognito puisqu'il est déclaré mort.
Un jour, l'homme se retrouve face à son fils, injustement accusé de meurtre, en réalité victime involontaire des intrigues de certains doges en puissance. Grâce au sacrifice de son père, le jeune homme est reconnu innocent et pourra ainsi épouser sa fiancée.

## Fiche technique
- Titre original italien : Il bravo di Venezia ou L'arcangelo nero[1],[2]
- Titre français : L'Archange au masque noir ou Le Masque noir ou Le Grand Homme de Venise ou Le Bourreau de Venise[3]
- Réalisateur : Carlo Campogalliani
- Scénario : Carlo Campogalliani, Alberto Spaini (it)
- Photographie : Otello Martelli
- Montage : Eraldo Da Roma
- Musique : Umberto Mancini (it)
- Décors : Gustavo Abel, Amleto Bonetti
- Costumes : Rosi Gori, Domenico Gaido
- Production : Michele Scalera, Salvatore Scalera
- Société de production : Scalera Film
- Pays de production :  Royaume d'Italie
- Langue originale : italien
- Format : Noir et blanc - 1,37:1 - Son mono - 35 mm
- Durée : 100 minutes
- Genre : Film de cape et d'épée
- Dates de sortie :
  - Royaume d'Italie : 17 septembre 1941
  - France : 27 avril 1944 (Sud-Est) : 15 août 1944 (Toulouse)[3]

## Distribution
- Gustav Diessl : Marco Da Ponte dit Fuser, « bravo » de Venise
- Rossano Brazzi : Guido Da Ponte, fils de Marco
- Paola Barbara Leonora
- Valentina Cortese : Alina
- Emilio Cigoli : Alvise Guoro
- Erminio Spalla : Franco da Milano
- Carlo Duse : maître Zaccaria
- Romano Calò : avogadore
- Giacomo Moschini : doge de Venise
- Giulio Paoli : Callisto
- Cesare Fantoni : peintre Paolo Caliari, le "Véronais"
- Giuseppe Pierozzi : cérusier
- Angelo Dessy : peintre Matthieu
- Pina Gallini : gouvernante Clotilde
- Achille Majeroni (it) : Inquisiteur
- Giulio Tempesti Sergio
- Amina Pirani Maggi : La commère du puits
- Emilio Petacci : ami de Leonora
- Alfredo Martinelli : premier valet d'Alvise
- Renato Malavasi : second valet d'Alvise
- Attilio Dottesio : peintre
- Giorgio Costantini (it) : Gualtiero
- Eugenio Duse : serviteur de Leonora
- Vera Furlan : Giulia
- Cesare Polesello : Silvestro
- Alberto Sordi : l'aide de Veronese
- Roberto Bianchi Montero :